# Miguel de Molina
Miguel Frías de Molina, cantant espanyol de copla (Màlaga, 1908 - Buenos Aires, 1993) conegut artísticament com a Miguel de Molina.

## Biografia
En Miguel de Molina va néixer a Màlaga el 10 d'abril de 1908 i va ser criat per sis dones: sa mare, la seva germana i quatre ties. Sa mare el va dur a un col·legi de capellans. Va arribar a Algesires i va fer feina de netejador a un bordell; un dia una de les al·lotes va intentar colgar-se amb ell i la va rebutjar: és aquí on es planteja la seva condició sexual. Als 20 anys es dedica a dur els turistes als "tablaos" flamencs.
El 1931 decideix dedicar-se a ser un artista de la cançó. Triomfa a Madrid, però serà a València on obté els seus principals èxits. Va popularitzar coples com El día que nací yo, Triniá, Te lo juro yo, La bien pagá i Ojos verdes; aquesta darrera cançó -al naixement de la qual va tenir el privilegi d'assistir en el barceloní cafè d'Oriente- també la va incorporar Concha Piquer en el seu repertori, la qual cosa va fer néixer un mite de confrontació entre els dos cantants.
Durant la Guerra Civil espanyola va actuar per a les tropes republicanes.
Amb l'arribada del franquisme un empresari li ofereix 500 pessetes per actuació, quan abans en cobrava fins a 5000. Ho haurà d'acceptar amenaçat de ser acusat del seu passat republicà; de totes maneres serà represaliat per mor de la seva condició sexual i política, sofrint tortura i exili.
És el 1942 quan s'exilia a Buenos Aires, on va participar en pel·lícules com Luces de candilejas o Ésta és mi vida. Un dia rep una ordre de l'Ambaixada Espanyola i s'aguditzen els seus problemes per la seva condició homosexual; anys més tard una trucada d'Eva Perón fa que torni a l'Argentina oferint-li nombrosos concerts pel país.
El 1957 torna a Espanya. Als 52 anys (1960) decideix acabar amb la seva carrera artística.
El 1992 el rei Joan Carles I li atorgà l'Orde d'Isabel la Catòlica en reconeixement a la seva contribució personal al món de l'art a Espanya.
Un any després, el 4 de març de 1993 mor a Buenos Aires, a l'edat de 84 anys, sense haver perdut mai l'accent de la seva Màlaga natal. Va ser enterrat en el Cementiri de Chacarita.
La pel·lícula Las cosas del querer, dirigida per Jaime Chávarri el 1989 i interpretada per Manuel Bandera i Ángela Molina, és una versió lliure basada en la seva vida, tot recuperant la seva memòria històrica.